# 板桥镇 (合水县)
板桥镇，是中华人民共和国甘肃省庆阳市合水县下辖的一个乡镇级行政单位。
2013年，甘肃省民政厅批复同意撤销板桥乡，设立板桥镇。

## 行政区划
板桥镇下辖以下地区：
田瑶村、西庄村、马洼村、司峁村、锦坪村、曹塬村、板桥村、沟圈村、刘家庄村、阳洼村、瑶子头村和柳沟村。